# Алмаз (хоккейный клуб)
«Алмаз» — молодёжная команда по хоккею с шайбой из города Череповца. Выступает в Чемпионате Молодёжной хоккейной лиги. Является фарм-клубом череповецкой «Северстали».

## История
История команды началась одновременно с созданием Молодёжной хоккейной лиги — 26 марта 2009 года. После того, как лигой было принято решение переименовать молодёжные команды так, чтобы в них не было «двоек» (в частности, в череповецкой команде «Северсталь-2»), указывающих на молодёжный состав команд, был объявлен конкурс на лучшее название молодёжного клуба. Болельщиками «Северстали» было предложено около 120 вариантов названия молодёжной команды, из которых больше всего раз упоминался «Алмаз» — название спортивной арены Череповца, где готовился хоккейный резерв «Северстали» около 40 лет. Окончательно название клуба председатель координационного совета ХК «Северсталь» утвердил 30 июня 2009 года
Спортивно-концертный зал "Алмаз", давший название хоккейной команде, получил своё наименование в память о космонавте П.И. Беляеве, имевшего позывной был "Алмаз".

## Ежегодные результаты

### Регулярный чемпионат
Примечание: И — количество игр, В — выигрыши в основное время, ВО — выигрыши в овертайме, ВБ — выигрыши по буллитам, ПО — проигрыши в овертайме, ПБ — проигрыши по буллитам, П — проигрыши в основное время, ГЗ — голов забито, ГП — голов пропущено, О — очки.
| Сезон   | И  | В  | ВО | ВБ | ПБ | ПО | П  | О   | ГЗ  | ГП  |
| ------- | -- | -- | -- | -- | -- | -- | -- | --- | --- | --- |
| 2009-10 | 66 | 28 | 2  | 3  | 6  | 3  | 24 | 103 | 238 | 239 |
| 2010-11 | 56 | 26 | 3  | 3  | 1  | 0  | 23 | 91  | 209 | 160 |
| 2011-12 | 60 | 40 | 1  | 1  | 2  | 2  | 14 | 128 | 205 | 134 |
| 2012-13 | 64 | 33 | 0  | 2  | 10 | 2  | 17 | 115 | 191 | 164 |
| 2013-14 | 56 | 29 | 2  | 0  | 4  | 1  | 20 | 96  | 149 | 132 |
| 2014-15 | 56 | 20 | 0  | 8  | 4  | 5  | 19 | 85  | 176 | 169 |
| 2015-16 | 42 | 23 | 2  | 1  | 4  | 1  | 11 | 80  | 135 | 85  |
| 2016-17 | 56 | 31 | 2  | 1  | 2  | 0  | 20 | 101 | 135 | 122 |
| 2017-18 | 64 | 33 | 4  | 3  | 5  | 3  | 16 | 121 | 216 | 166 |

### Плей-офф
- Сезон 2009—2010

1/8 финала: Алмаз — Толпар — 0-3 (3:5, 1:2, 2:3)
- Сезон 2010—2011

1/8 финала: Алмаз — Красная армия — 2-3 (4:2, 2:9, 3:4, 5:2, 1:6)
- Сезон 2011—2012

1/8 финала: Алмаз — МХК Спартак — 3-2 (4:2, 3:1, 0:3, 1:2ОТ, 3:0)
1/4 финала: Алмаз — Красная армия — 2-3 (4:3, 3:5, 4:6, 4:2, 3:4ОТ)
- Сезон 2012—2013

1/8 финала: Алмаз — ХК МВД — 1-3 (1:3, 6:3, 3:4ОТ, 4:5)
- Сезон 2013—2014

1/16 финала: Алмаз — Атланты — 3-2 (3:2, 5:1, 1:4, 3:4, 3:0)
1/8 финала: Алмаз — ХК МВД — 3-1 (3:2ОТ, 5:2, 0:2, 4:3ОТ)
1/4 финала: Алмаз — МХК Спартак — 2-3 (2:3, 0:4, 4:3ОТ, 5:2, 1:4)
- Сезон 2014—2015

1/16 финала: Алмаз — ХК Рига — 3-0 (6:3, 5:0, 9:4)
1/8 финала: Алмаз — Атланты — 3-0 (5:1, 4:3ОТ, 3:1)
1/4 финала: Алмаз — Локо — 2-3 (4:0, 3:4ОТ, 3:4, 4:0, 2:6)
- Сезон 2015—2016

1/8 финала: Алмаз — СКА-1946 — 3-0 (5:1, 2:1ОТ, 3:0)
1/4 финала: Алмаз — МХК Динамо Спб — 2-3 (1:2, 1:2ОТ, 5:3, 4:3ОТ, 1:2ОТ)
- Сезон 2016—2017

1/8 финала: Алмаз — Локо — 3-1 (1:0от, 4:2, 0:6, 3:2ОТ)
1/4 финала: Алмаз — СКА-1946 — 3-1 (6:4, 4:5ОТ, 2:1, 3:0)
1/2 финала: Алмаз — Реактор — 1-3 (3:4Б, 1:4, 5:2, 1:4)
- Сезон 2017—2018

1/8 финала: Алмаз — МХК Спартак — 0-3 (0:2, 1:4, 2:3)
- Сезон 2018—2019

1/8 финала: Алмаз — Красная Армия — 3-2 (1:2, 0:3, 3:1, 4:0, 5:4ОТ)
1/4 финала: Алмаз — СКА-1946 — 0-3 (2:3Б, 2:3Б, 0:5)
- Сезон 2019—2020

1/8 финала: Алмаз — МХК Динамо Спб — 1-3 (3:0, 1:6, 3:4ОТ, 3:4ОТ)
- Сезон 2020—2021

1/8 финала: Алмаз — СКА-1946 — 0-3 (2:3Б, 3:4, 2:5)
- Сезон 2021—2022

1/8 финала: Алмаз — Локо — 1-3 (1:2, 2:3, 4:3, 1:7)

## Участники Кубка Вызова МХЛ
- 2010 — Дмитрий Громов З, Эдуард Бакланов Н
- 2011 — Роман Смирягин В, Алексей Зайцев Н, Игнат Земченко Н
- 2012 — Роман Смирягин В, Виталий Попов Н
- 2013 — Руслан Карлин Н
- 2014 — Артём Воробьёв Н
- 2015 — Антон Сизов З, Даниил Вовченко Н, Дмитрий Моисеев Н
- 2016 — Иван Воробьёв З, Антон Жихарев Н
- 2017 — Владимир Калугин З, Никита Лощенко Н
- 2018 — Игорь Гераськин Н
- 2019 — Глеб Морулёв З, Владислав Фёдоров Н
- 2020 — Владислав Фёдоров Н